# Crétacé supérieur
 (juillet 2024).
Si vous disposez d'ouvrages ou d'articles de référence ou si vous connaissez des sites web de qualité traitant du thème abordé ici, merci de compléter l'article en donnant les références utiles à sa vérifiabilité et en les liant à la section « Notes et références ».
Stratigraphie
Crétacé inférieur Paléocène
Paléogène
Le Crétacé supérieur est la plus récente des deux époques qui subdivisent le Crétacé selon l'échelle des temps géologiques. Il est daté entre 100,5 à 66,0 millions d'années. Il se termine avec une extinction massive, l'extinction Crétacé-Tertiaire (ou extinction K-T).

## Climat
Le climat de cette période est plus chaud que de nos jours. Toutefois, les températures tropicales sont limitées à la zone équatoriale alors que les latitudes plus élevées ont des saisons nettement marquées avec des périodes plus froides.

## Géographie
En raison de la tectonique des plaques, les Amériques se déplaçaient progressivement vers l'ouest, provoquant l'ouverture de l'océan Atlantique. 
La voie maritime intérieure de l'Ouest divisait l'Amérique du Nord en deux moitiés est et ouest : Appalachia et Laramidia.  
L'Inde a continué son déplacement vers le nord en direction de l'Asie. 
Dans l'hémisphère sud, l'Australie et l'Antarctique semblent être restés connectés et ont commencé à dériver loin de l'Afrique et de l'Amérique du Sud. 
L'Europe se limitait à un chapelet d'îles. Certaines d'entre elles étaient peuplées d'espèces endémiques de dinosaures nains.

## Flore
Les angiospermes apparues lors des périodes précédentes continuent leur diversification. Elles connaissent même une explosion radiative au début du Crétacé supérieur vers 100 Ma avec l'apparition des Magnoliidées et des rosidées (peut être dès 140 Ma). Elles remplacent progressivement les fougères et les cycadophytes dans leur zone d'occupation. Les deux grandes divisions des angiospermes, les monocotylédones et les dicotylédones, sont déjà en place, mais les herbacées n'existent pas avant le tertiaire. Bien que l'on puisse reconnaître dès cette époque quelques-uns des groupes modernes d'arbres, comme celui des chênes, les gymnospermes continuent à dominer les forêts quasiment jusqu'à la fin du Crétacé.

## Faune

### Dinosaures
Les dinosaures connaissent une grande diversification. Chez les ornithischiens, on note l'apparition d'au moins trois nouvelles familles en Asiamérique : les hadrosauridés, les pachycéphalosauridés et les cératopsidés. Les ankylosauridés, apparus pendant le Crétacé inférieur, connaissent aussi un grand succès en Amérique du Nord. Chez les carnivores, on note la domination des tyrannosauridés en Amérique du Nord et en Asie (Chine, Mongolie, Corée).
Contrairement à une idée reçue, les dinosaures herbivores s'adaptent très bien aux angiospermes (les plantes à fleurs). Certains d'entre eux ajoutent même les graminées à leur régime alimentaire puisque des phytolithes ont été retrouvés dans des coprolithes de titanosauridés. On ignore toutefois si l'ingestion était volontaire ou mêlée à d'autres aliments normalement consommés par ces animaux. Les dinosaures n'ont en effet pas développé d'adaptation pour résister à l'abrasion de leur dentition par les éléments siliceux présents dans la paroi de ces végétaux, contrairement aux mammifères.
Les oiseaux deviennent extrêmement communs et diversifiés. Ils se répartissent entre les énantiornithes, un groupe d'oiseaux aujourd'hui éteint et qui portait des dents, et les Ornithurae (appelés aussi les « ornithurines ») dont descendent les néornithes, groupe auquel font partie tous les oiseaux modernes. Parmi ces derniers, le plus massif (jusqu'à 140 kg) était Gargantuavis.

### Ptérosaures
Bien que principalement représenté par les azhdarchidés, d'autres formes comme les pteranodontidés, les tapejaridés (Caiuajara et Bakonydraco), les nyctosauridés et d'autres mal caractérisées (Piksi, Navajodactylus) sont également présentes. Historiquement, les ptérosaures étaient supposés être en déclin en raison de la concurrence avec des oiseaux, mais il semble que les deux groupes ne se soient pas chevauchés de façon significative sur le plan écologique. De plus, il n'est pas évident qu'une décroissance systématique se soit réellement produite, en particulier avec la découverte d'espèces de ptérosaures plus petites.

### Mammifères
Un groupe de mammifères ancien, les eutriconodontes, disparaît pendant le Campanien.
Dans l'hémisphère nord, les marsupiaux et les placentaires deviennent communs et dominent la faune mammalienne en compagnie des multituberculés et des cimolodontes, mais ils restent de petite taille. Dans l'hémisphère sud, la faune est principalement représentée par différents groupes de multituberculés et des euthériens basaux. Ils occupent une grande variété de niches écologiques, des carnivores aux herbivores.
Vers la fin de la période, on note une explosion radiative des placentaires avec la mise en place de la plupart des groupes modernes.

## L'extinction de masse de la fin du Crétacé
La période du Crétacé se termine brutalement il y a 66 Ma avec l'extinction de masse la plus connue et la plus récente : l'extinction K-T. Sa célébrité est due à la disparition de l'ensemble des dinosaures non-aviens mais de nombreux autres groupes animaux s'éteignent à la même période, aussi bien sur la terre ferme que dans les océans. Parmi ces groupes disparus, on peut noter les ptérosaures sur terre ainsi que les plésiosaures et les mosasaures ou encore les ammonites dans les mers. Au total, ce sont 75 % des espèces qui s'éteignent et tous les groupes sont touchés y compris les mammifères.
Par le passé, les théories se focalisaient sur la disparition du plus célèbre groupe d'animaux. Les hypothèses avancées pour cette disparition incluent une inadaptation des dinosaures à leur environnement, un virus ou une maladie, le remplacement des gymnospermes par des angiospermes, la compétition des mammifères. Toutes ces théories ne prenaient pas en compte le fait que les dinosaures ne constituaient qu'un des nombreux groupes ayant disparu lors de cette extinction. 
À la fin du XXe siècle, la cause de cette extinction a été attribuée à un événement catastrophique. Plusieurs hypothèses sont évoquées. La plus ancienne qui soit scientifiquement cohérente met en cause le volcanisme intense à l'origine des trapps du Deccan. La plus populaire explique cette extinction par la chute d'un astéroïde sur la péninsule de Chicxulub au Mexique dans la péninsule du Yucatan. Les liens entre ces événements et l'importance des effets sur la biosphère ne sont pas  très clairs. Toutefois, plusieurs impacts météoritiques ont été trouvés dans la même période, ce qui suggère que plusieurs astéroïdes seraient tombés, l'astroblème de Chicxulub n'étant que le premier découvert. L'hypothèse actuellement retenue est la conjonction de plusieurs causes naturelles impliquant le volcanisme actif et les chutes d'astéroïdes avec peut-être une régression marine.